# ボンバーマン3D
『ボンバーマン3D』は携帯電話（フィーチャーフォン）ゲームとして配信されているボンバーマンシリーズ作品の総称。

## 概要
立体感のある3Dでキャラクターが描かれているのが特徴。

## ボンバーマン3D
2004年12月3日からiモード対応ゲーム。また、Yahoo!ケータイとEZwebにも対応。

## ボンバーマン3Dカート
2007年6月1日からYahoo!ケータイ対応ゲーム。また、iモードとEZwebにも対応。ボンバーマンのキャラクターが車に乗って1位を競うレースゲーム。キャラクターは8人。

### キャラクター
白ボン
平均的な能力を備える白ボン。安定した走りで優勝を狙おう。
黒ボン
白ボンよりもスピードを重視した走りを見せる。グリップは少し苦手。
ムジョー
扱い難さにさえ慣れてしまえば高性能だらけのムジョー！上級者向け！？
ヒゲヒゲ団戦闘員
最高速は弱いものの、他の能力が高く、常に安定した走りが出来るぞ！
ダルマーン
外見どおりのパワフルな走りは直線で力を見せる！力技で押し通す！
あかぼん
加速力、グリップ力に優れ、扱い易い赤ボン。接触には弱いので、注意が必要。
オリジナルキャラクター
ルナ
グリップ力はNo.1のルナ。華麗なドリフトで他者を寄せ付けない！
ウーピー
相手カートの後ろにつけばウーピーのもの！ニトロで差をつけろ！

## ボンバーマン3D BTワイド版
2007年10月1日からYahoo!ケータイ対応ゲーム。敵の全滅若しくは特定の条件を満たしてクリアする「ノーマルゲーム」とコンピュータと対戦する「COMバトル」、近くの人と対戦する「Bluetooth®バトル」（最大4人対戦）。

## ボンバーマン3D アイランド
2008年1月31日からEZweb対応ゲーム。また、iモードとYahoo!ケータイにも対応。今作ではルーイが乗り物として登場する。

### ステージ
- カイガラアイランド
- オモチャアランド
- ドクロアイランド
- クリスタルアイランド

### ルーイ
- グリーンルーイ
- イエロールーイ
- レッドルーイ
- ブルールーイ

## 参照サイト
- ボンバーマン3D（公式サイト）
- ボンバーマ3D BTワイド版（公式サイト）
- ボンバーマン3Dカート（公式サイト）
- ボンバーマン3Dアイランド（公式サイト）